# Liste von Nationaltheatern
Dies ist eine Liste von Nationaltheatern. Mehrere Länder haben ein oder mehrere Nationaltheater. Diese Komponente im Namen eines Theaters weist darauf hin, dass die Finanzierung nicht nur ein Anliegen privater Investoren oder der örtlichen Stadt ist, sondern auch des Staats- oder Bundeshaushalts. Die 1680 gegründete Comédie-Française in Paris gilt weithin als das erste Nationaltheater der Welt. Viele außereuropäische kamen erst im 20. Jahrhundert dazu, teils in der Tradition der Kolonialmächte. Die Nationaltheater weltweit verdanken ihren Namen meist der Eigenschaft als 'Staatstheater' oder der besonderen Bedeutung, die ihnen im Kulturleben einer Nation oder Sprachgemeinschaft beigemessen wird.

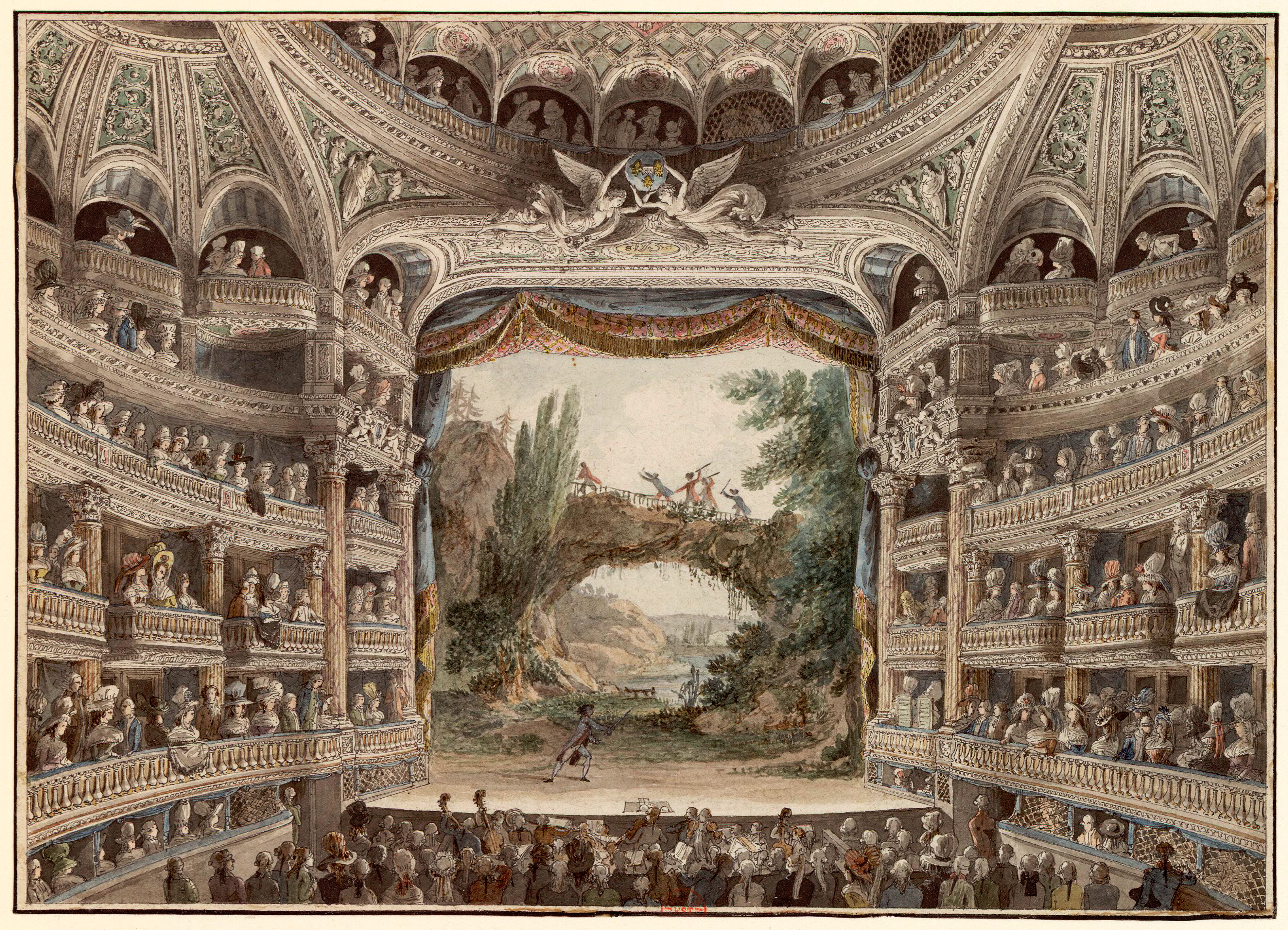
Comédie-Française in Paris (Design 1790)

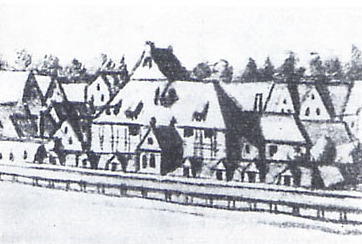
Oper am Gänsemarkt in Hamburg

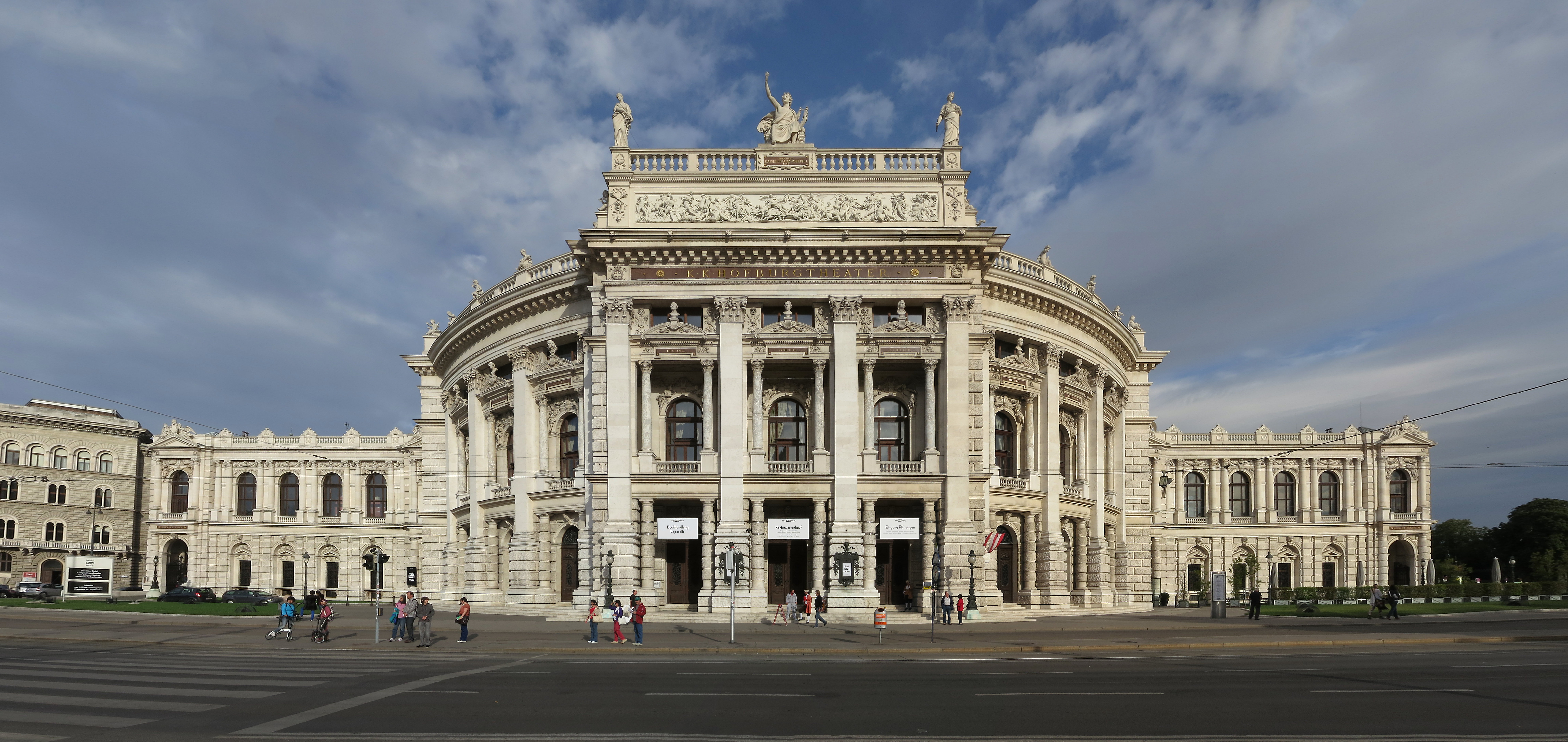
Das neue Gebäude des Burgtheaters am Ring in Wien (2013)

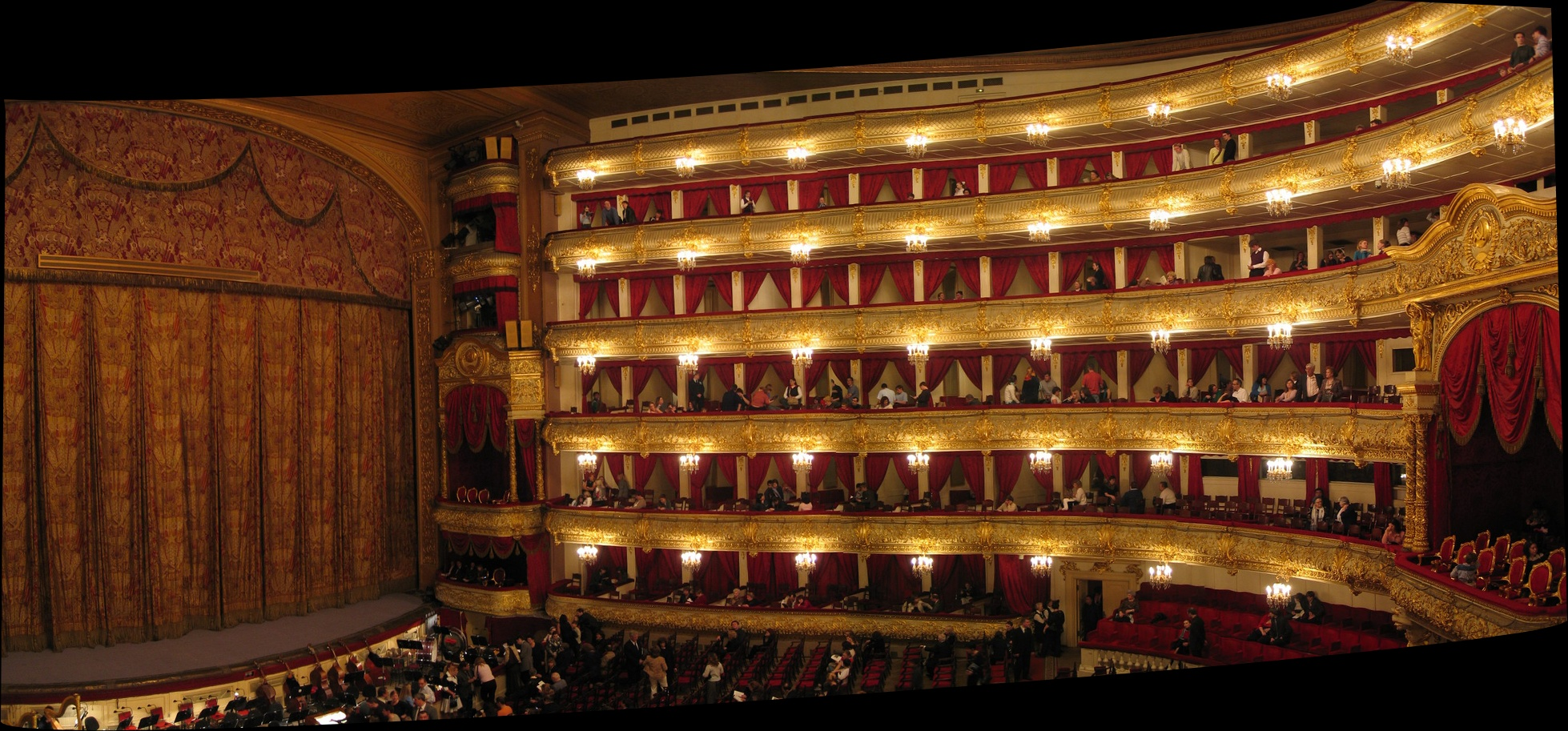
Zuschauerraum des Bolschoi-Theaters in Moskau (2005)

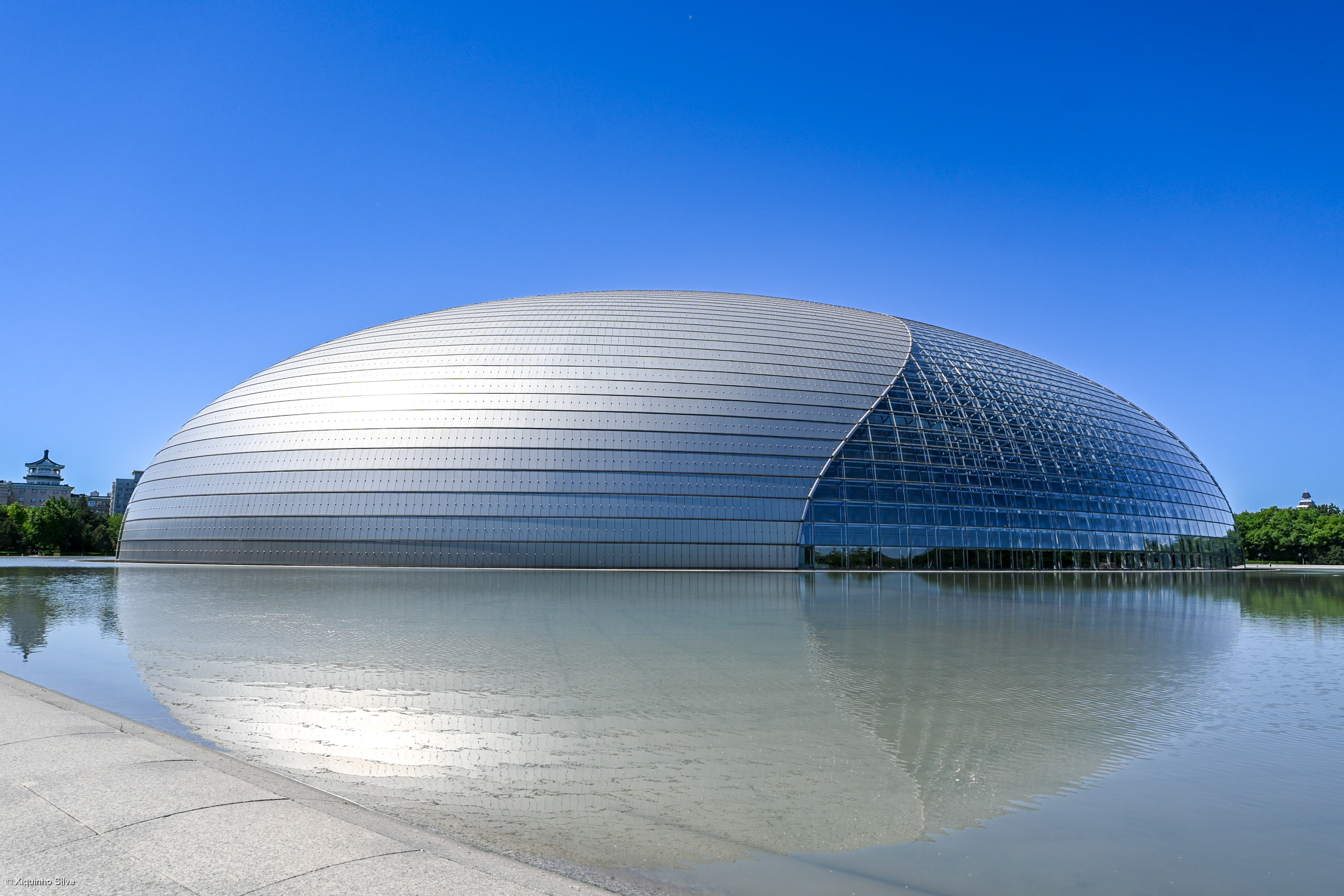
Nationales Zentrum für Darstellende Künste in Peking (2007)

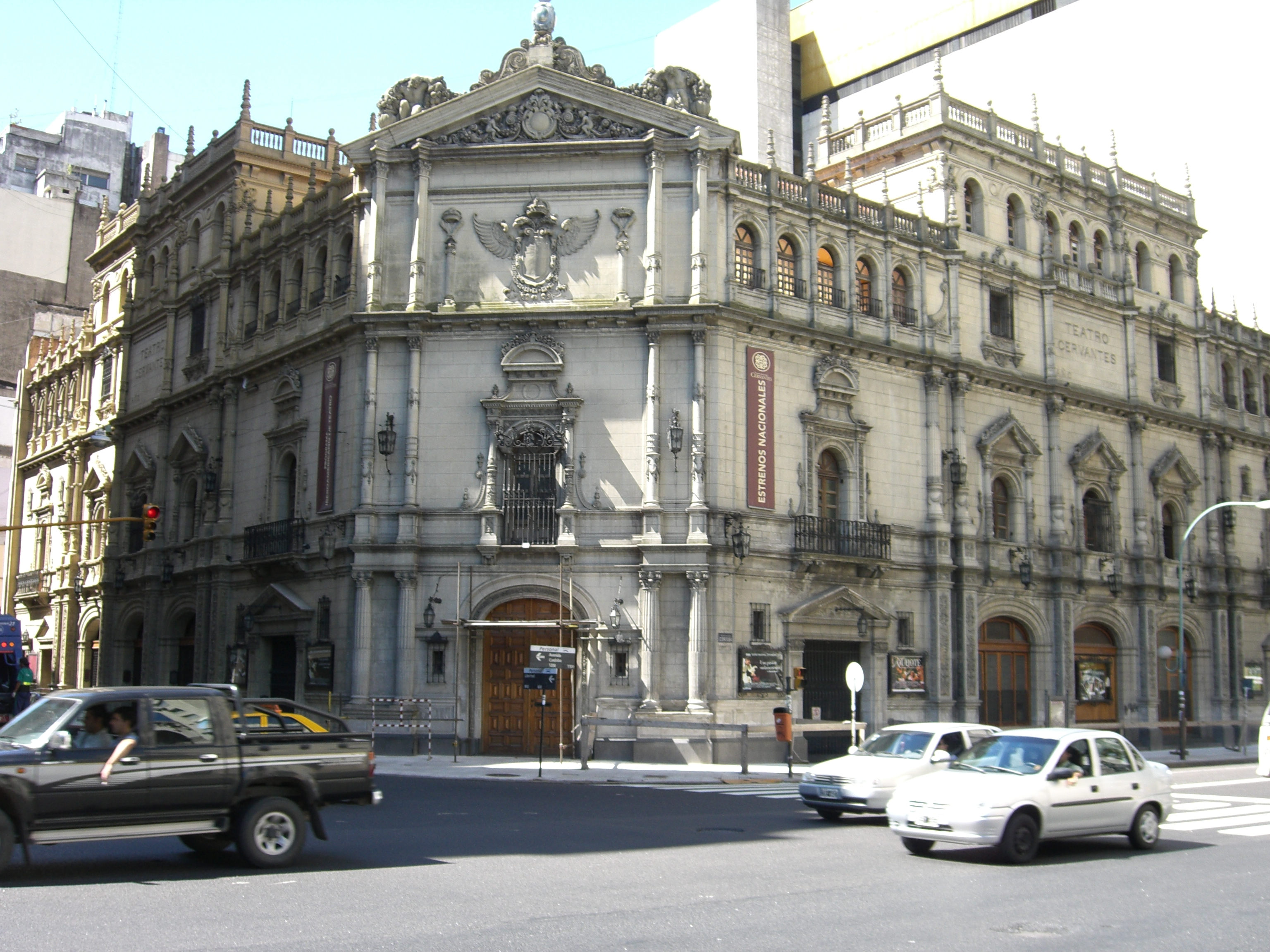
Das Teatro Cervantes in Buenos Aires (2006)

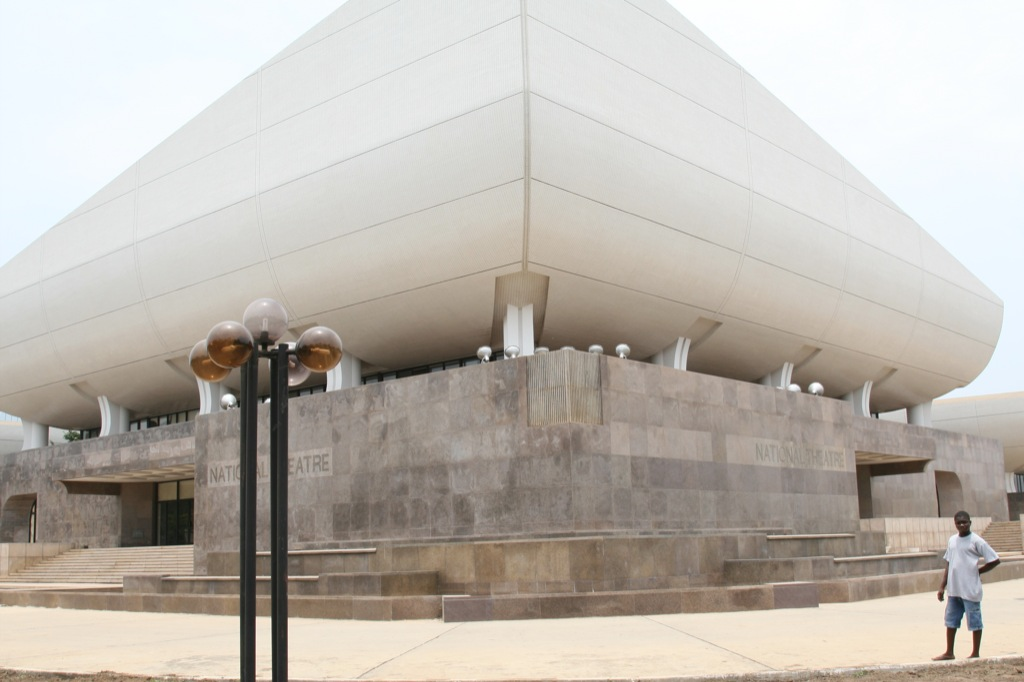
Nationaltheater von Ghana in Accra (2006)

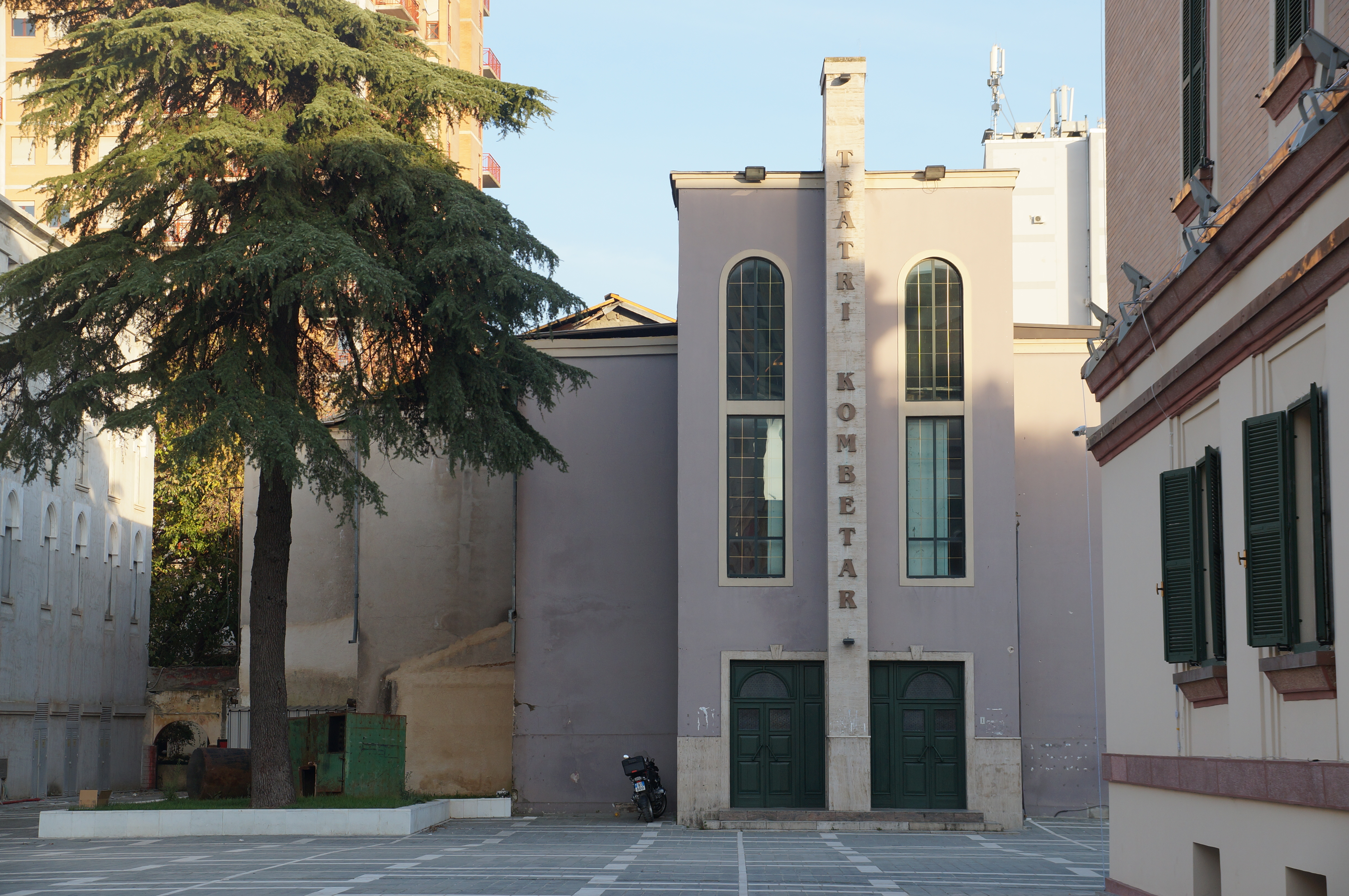
Teatri Kombëtar in Tirana 1939/1947–2018 (Besetzung) / Mai 2020 (Abriss) (2016)

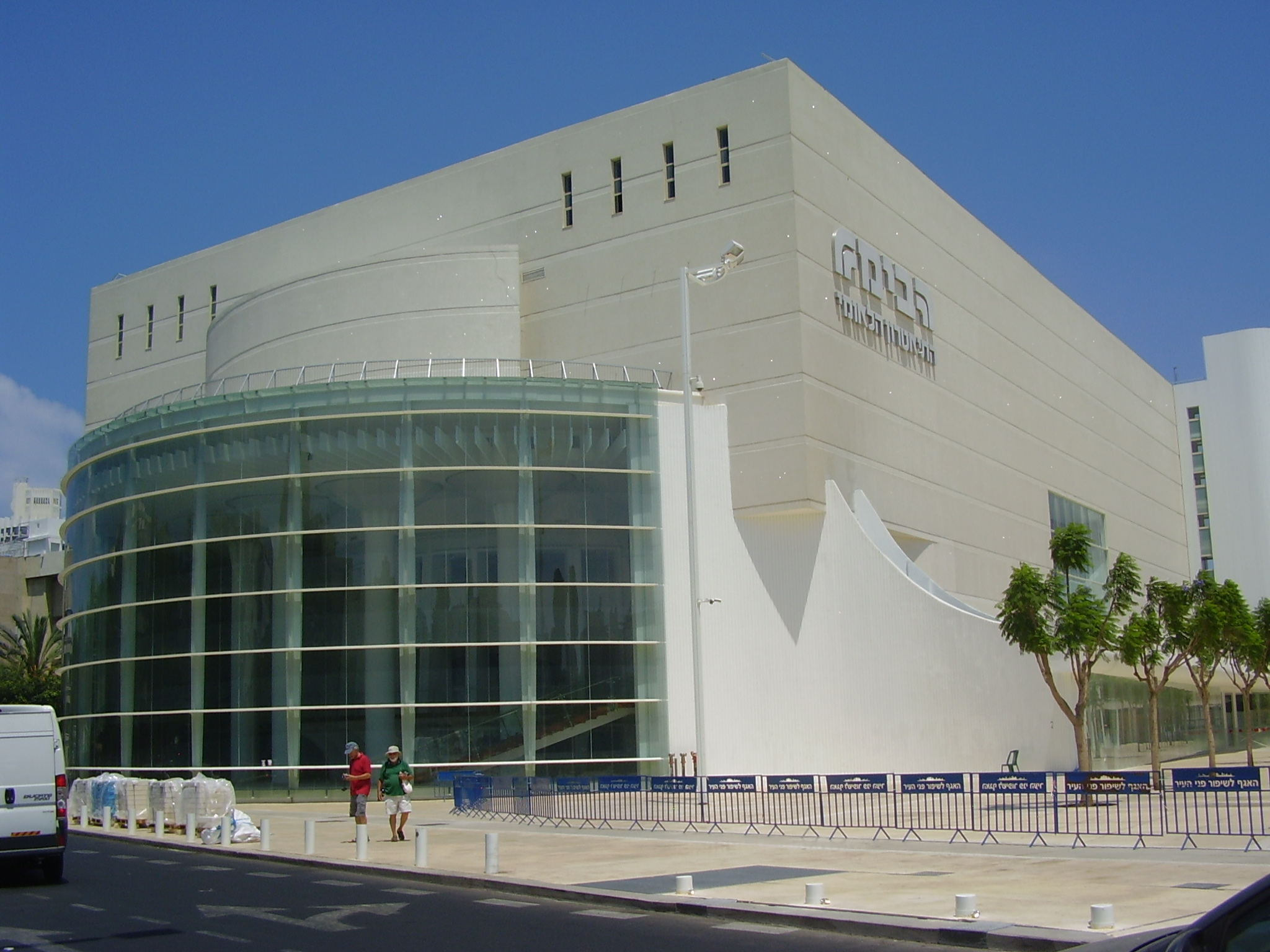
Habimah in Tel Aviv (2011)

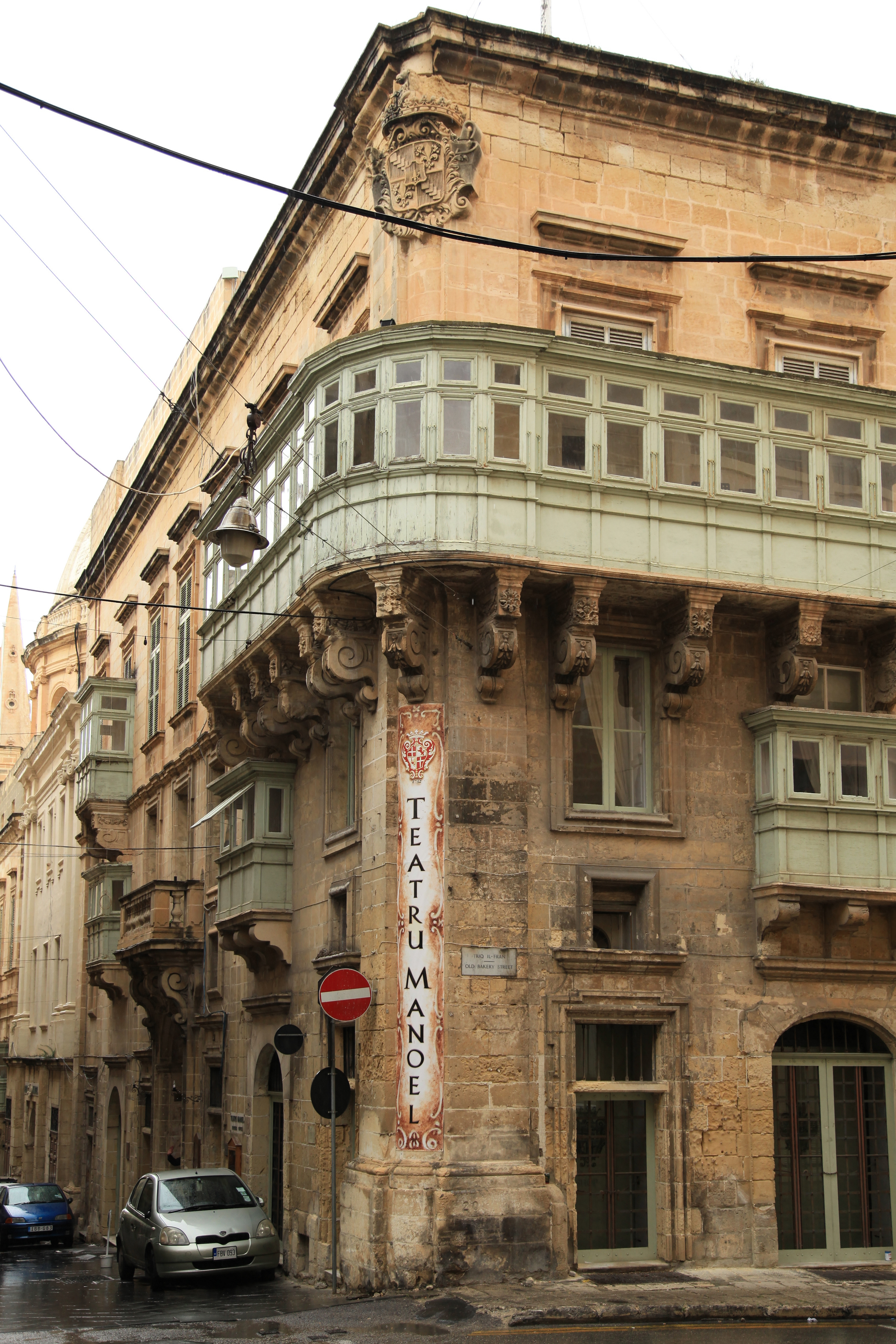
Teatru Manoel in Valletta, Malta (2013)

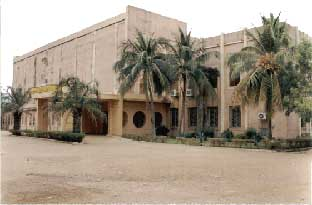
Palais de la Culture Amadou Hampaté Ba in Bamako (2008)

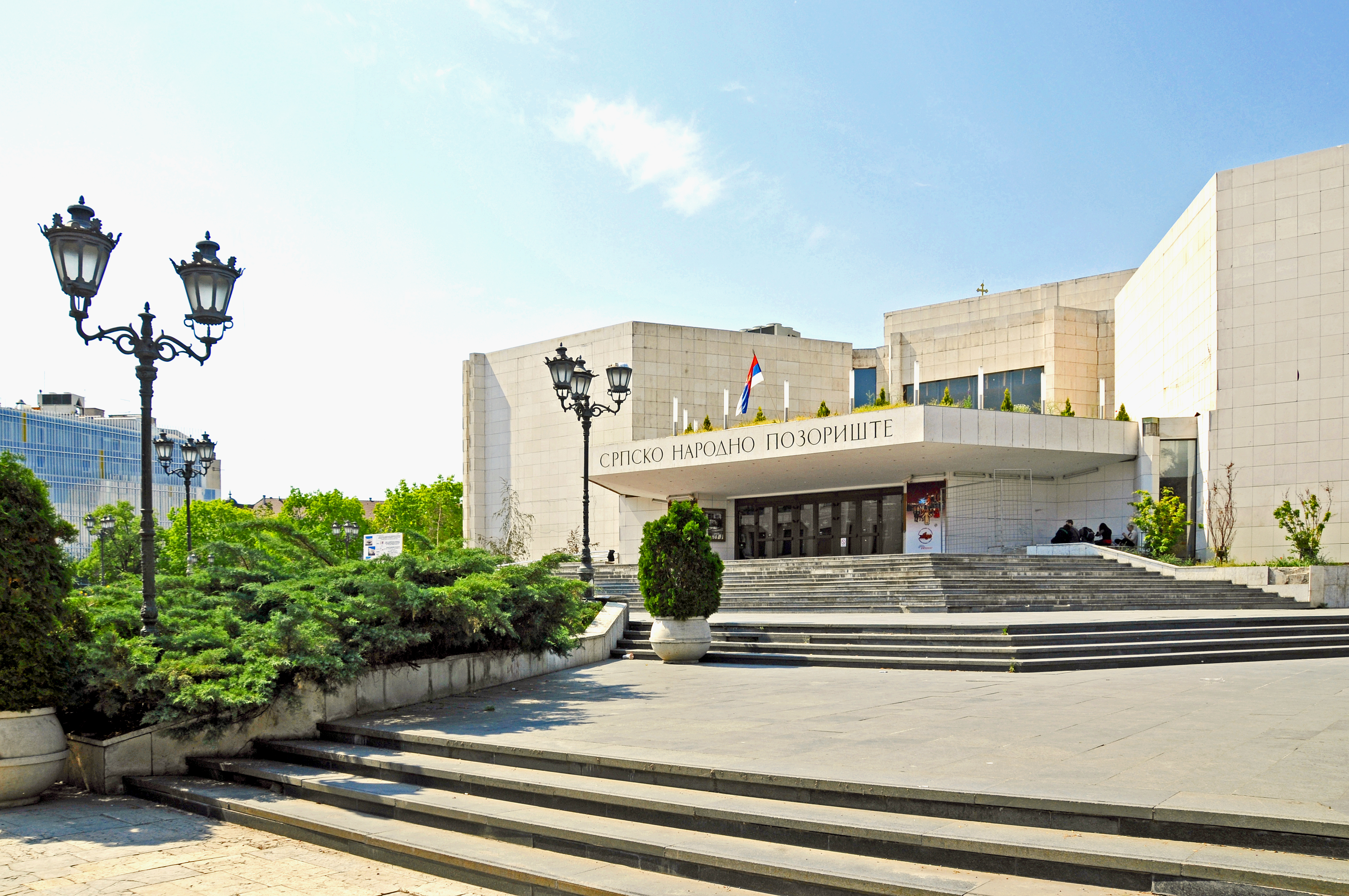
Serbisches Nationaltheater in Novi Sad, eröffnet 1981 (2012)

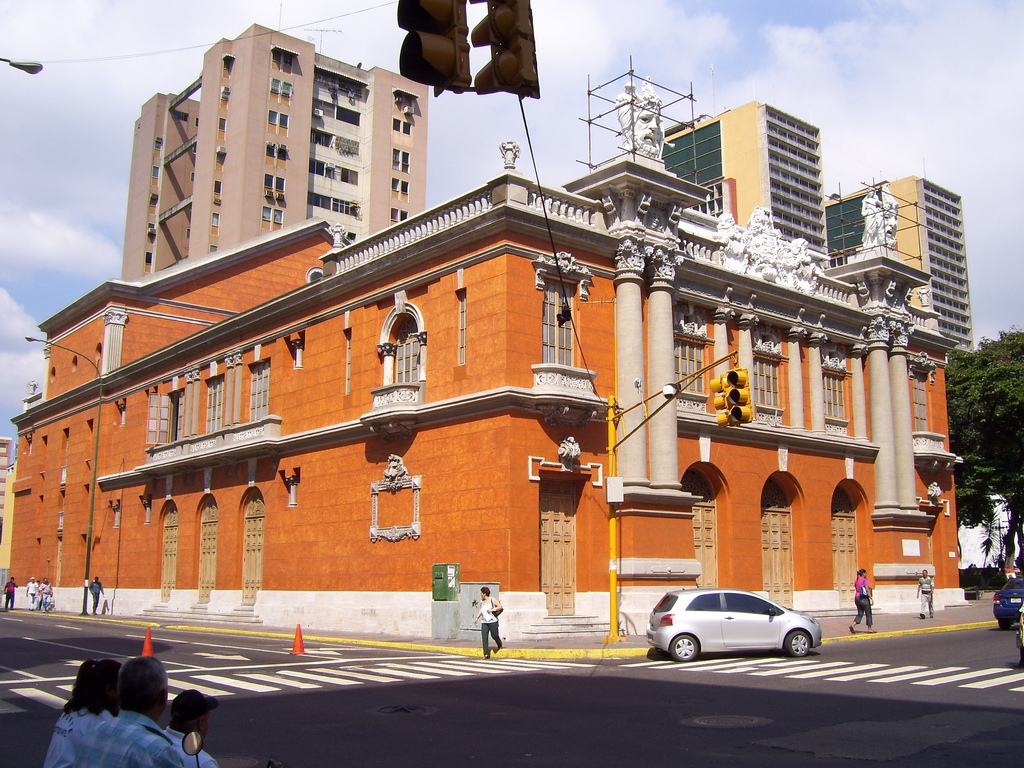
Teatro Nacional de Venezuela in Caracas (<=2009)

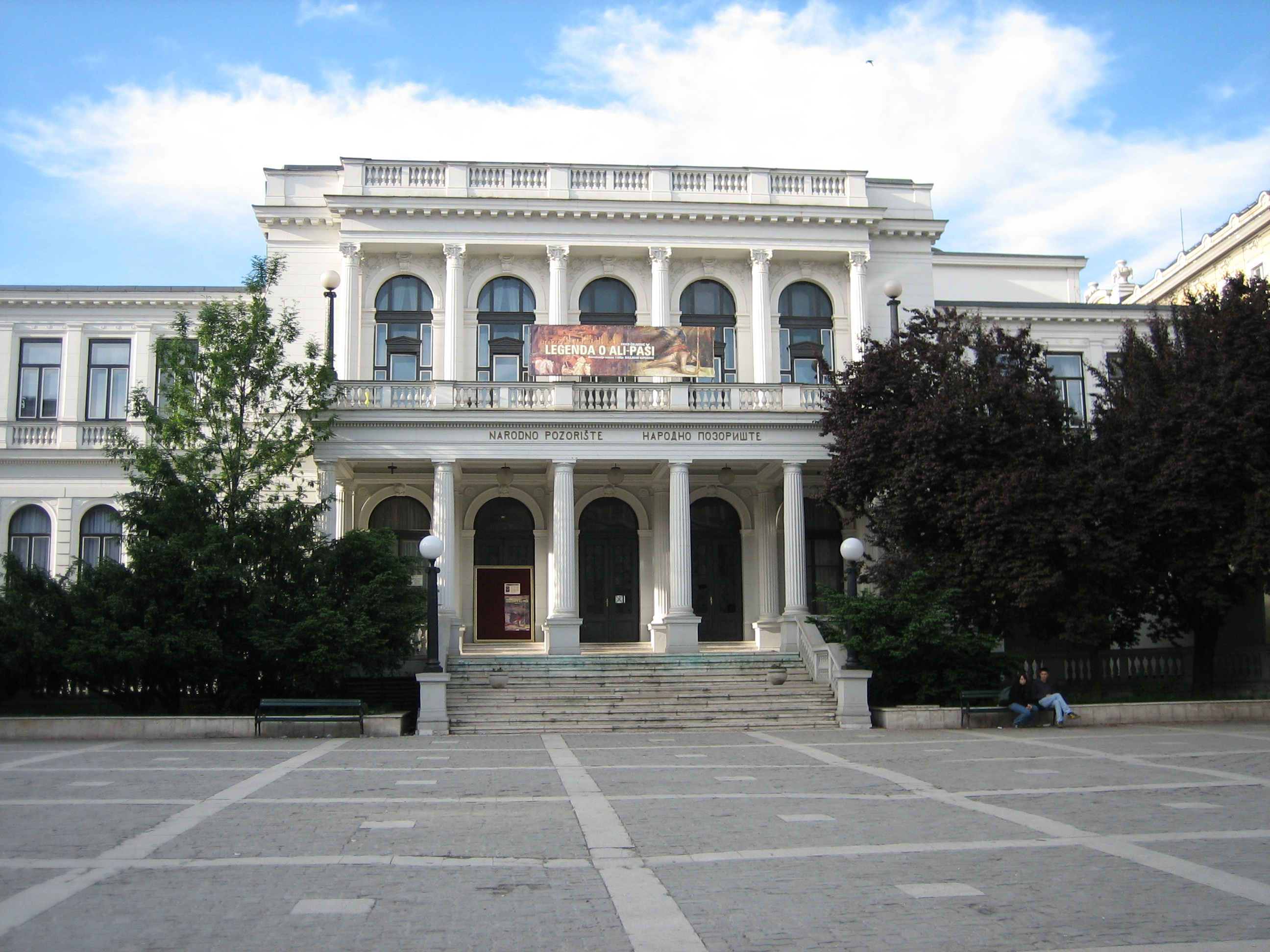
Nationaltheater Sarajevo (2006)

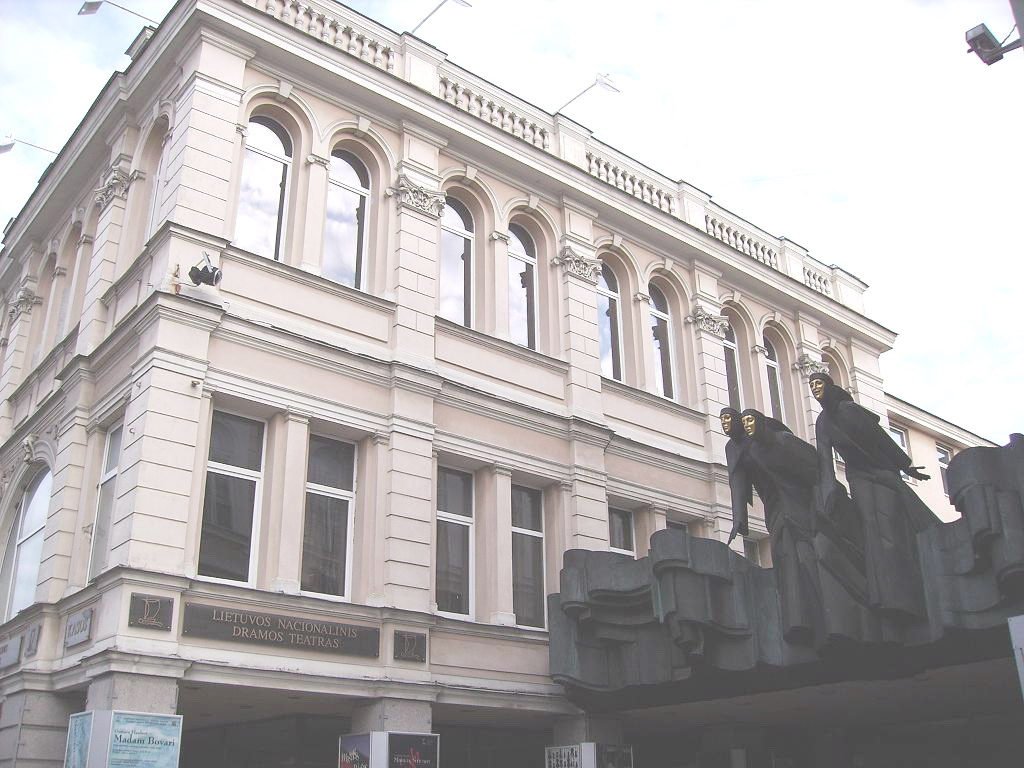
Lietuvos nacionalinis dramos teatras (Litauisches Nationales Dramentheater) in Vilnius (2006)

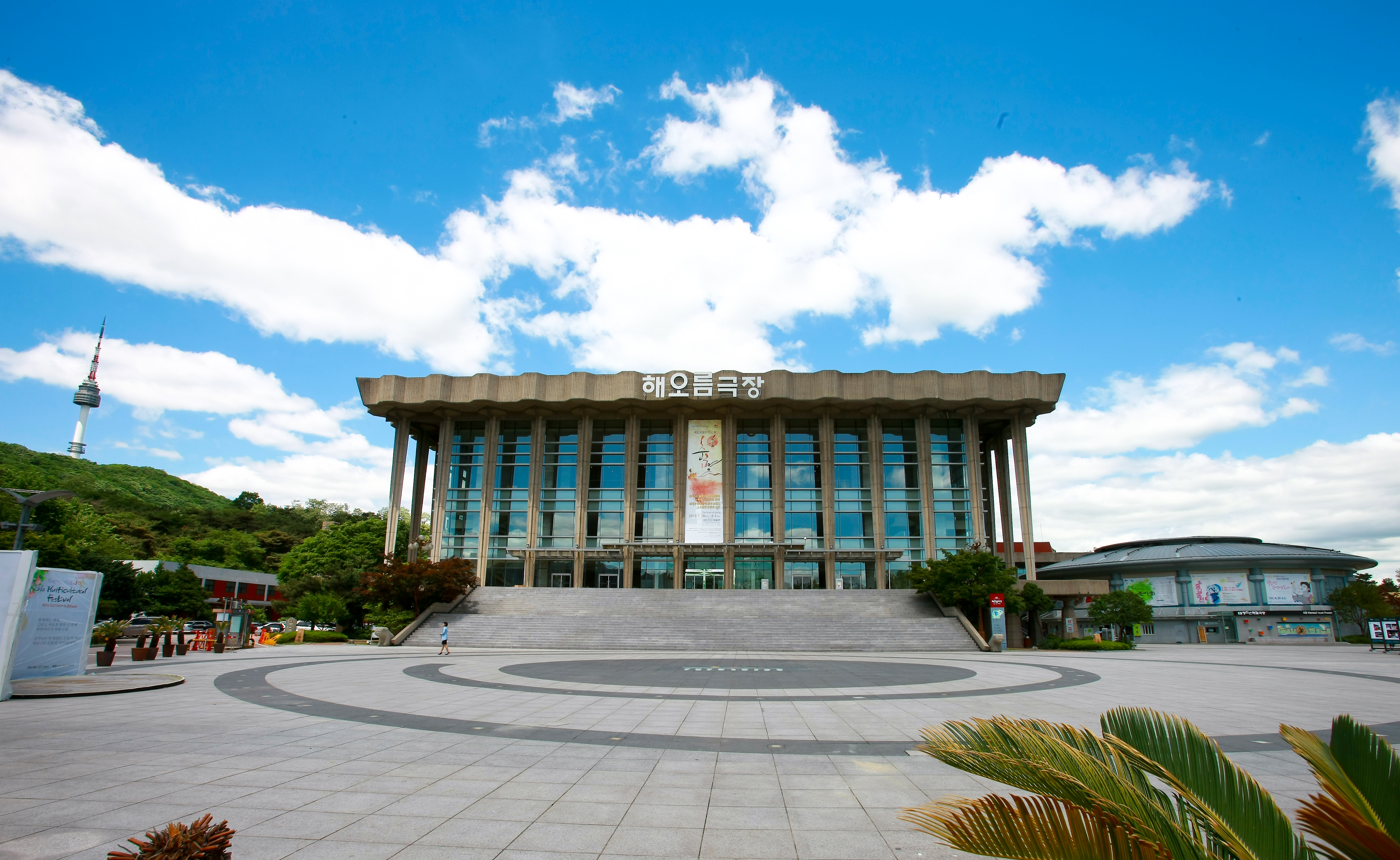
Koreanisches Nationaltheater in Seoul (2010)

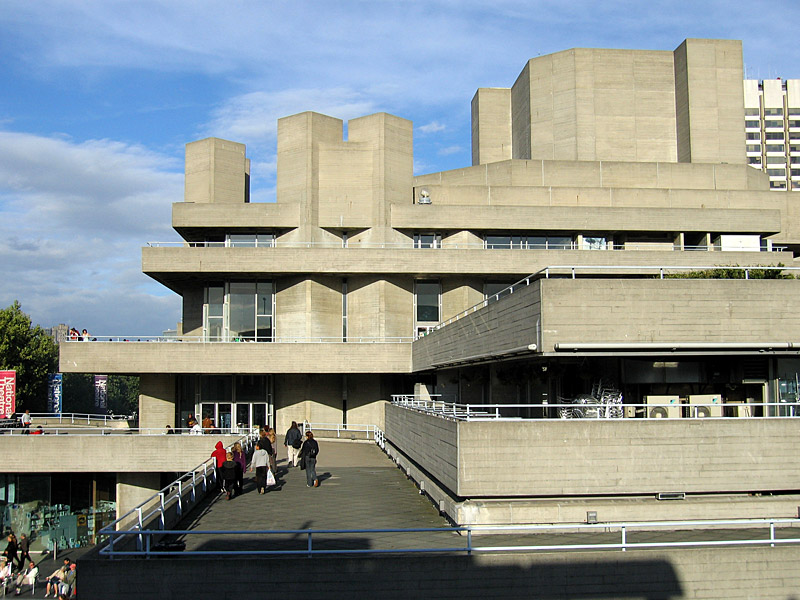
Royal National Theatre in London (2006)

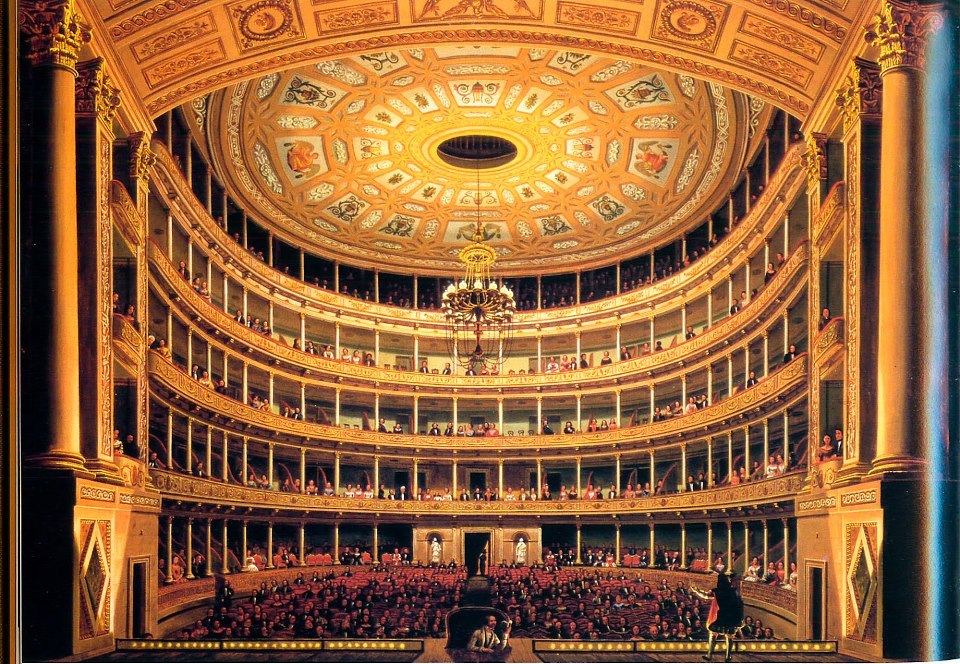
Gran Teatro Nacional in Mexiko-Stadt (2012)

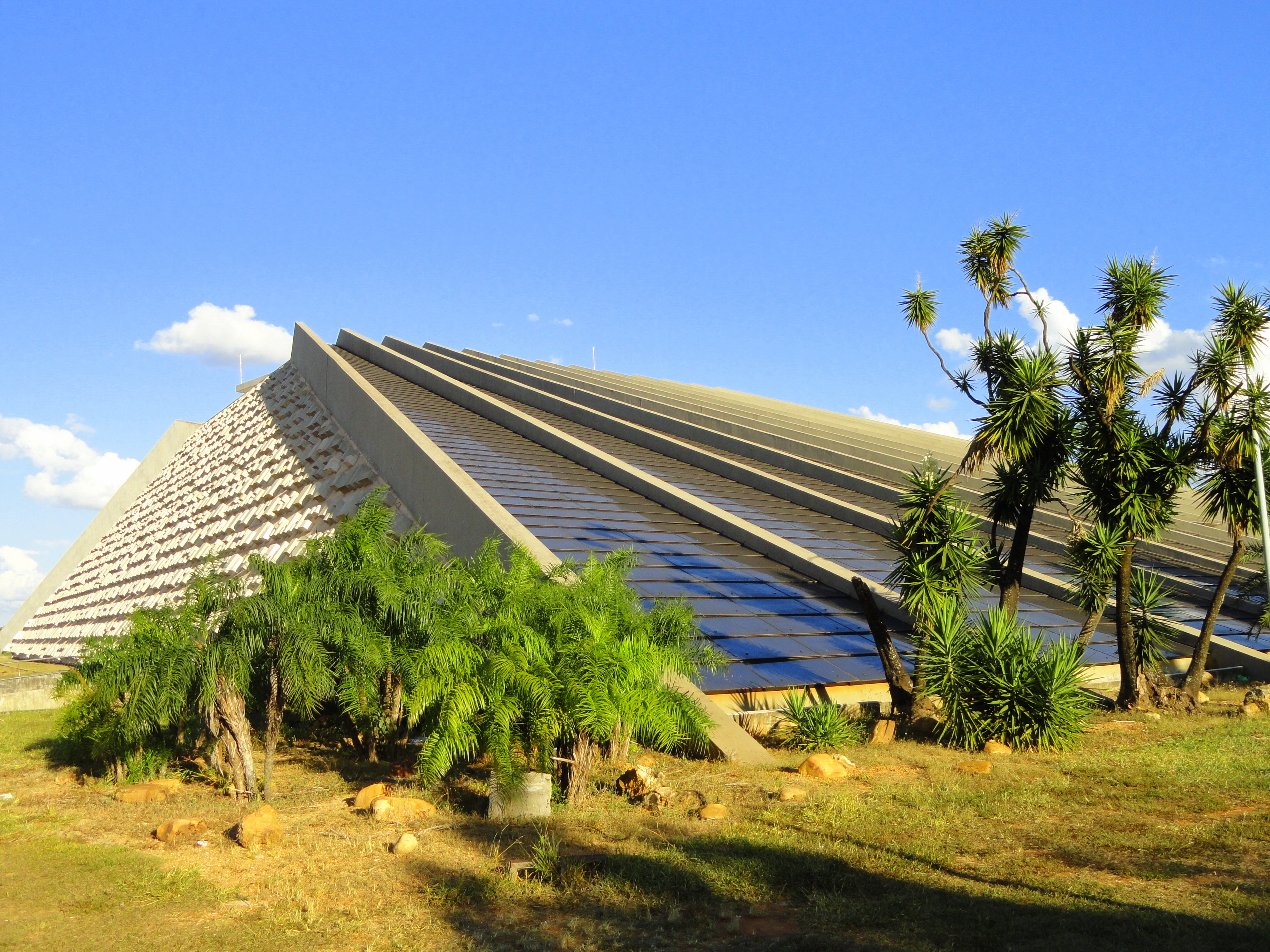
Teatro Nacional Cláudio Santoro in Brasília (2012)

## Übersicht (nach Ländern)
Die folgende Übersicht erhebt keinen Anspruch auf Aktualität oder Vollständigkeit. Sie ist weit gefasst, alphabetisch nach Ländern bzw. Staaten sortiert (teils mit englischen Begriffen und solchen aus anderen Sprachen) und enthält auch einige historische sowie einige regionale. Die Ensembles einiger Nationaltheater spielten später an anderen Stätten usw.

### A
- Äthiopien: Äthiopisches Nationaltheater, Addis Ababa

- Albanien: Albanisches Nationaltheater 1939 errichtet und für Italiener genutzt, 1947 Nationaltheater, 2018 besetzt, 2020 abgerissen. Neubau in einem anderen Stadtteil.[1]

- Argentinien: Teatro Nacional Cervantes, Buenos Aires

- Australien: National Theatre in St Kilda, Melbourne

### B
- Bosnien und Herzegowina: Nationaltheater Sarajevo in Sarajevo

- Brasilien:
  - Teatro Nacional Cláudio Santoro in Brasília
  - Theatro Municipal do Rio de Janeiro in Rio de Janeiro

- Bulgarien:
  - Nationaltheater „Iwan Wasow“ in Sofia
  - Nationaltheater in Warna

### C
- Costa Rica: Teatro Nacional in San José

- Volksrepublik China: Nationales Zentrum für Darstellende Künste in Peking (Beijing)

- Republik China (Taiwan): Nationaltheater in Taipeh

### D
- Dänemark: Det Kongelige Teater (dt. Königlich Dänisches Theater)
  - Alte Bühne, Kongens Nytorv
  - Königliche Oper in Kopenhagen
  - Skuespilhuset
  - Stærekassen

- Deutschland (den Namen Nationaltheater tragen in Deutschland folgende Theater):
  - Deutsches Nationaltheater Weimar
  - Nationaltheater München (Spielstätte der Bayerischen Staatsoper und des Staatsballetts)
  - Nationaltheater Mannheim

Historisch trugen folgende Theater den Namen:
Schauspielhaus Berlin, vormals Königliches Nationaltheater
Rose-Theater Berlin, gegründet als Ostend-Theater, trug 1892–1896 den Namen Nationaltheater
Frankfurter Nationaltheater, trug den Namen 1782 bis 1841
Hamburgische Entreprise, der erste Versuch eines deutschen Nationaltheaters
Nationaltheater in Magdeburg, bestand von 1794 bis 1876
.
- Dominikanische Republik: Teatro Nacional Eduardo Brito in Santo Domingo

### E
- El Salvador: Teatro Nacional de San Salvador, San Salvador

### F
- Finnland: Suomen Kansallisteatteri in Helsinki

- Frankreich: Théâtre national, Name oder Namensbestandteil verschiedener Theater in Paris und anderen Großstädten

Comédie-Française

### G
- Ghana: National Theatre in Victoriaborg, Accra

- Griechenland:
  - Nationaltheater in Athen
  - Nationaltheater von Nordgriechenland in Thessaloniki

### I
- Indien:  National Theatre, Kolkata

- Irland:
  - Abbey Theatre – The National Theatre of Ireland in Dublin
  - Taibhdhearc in Galway (irische Sprache)

- Island: Þjóðleikhúsið in Reykjavík

- Israel: Habimah in Tel Aviv

- Italien: Teatro Drammatico Nazionale, Rom (ehemalig)

### J
- Japan:
  - Nationaltheater (Tokio) in Tokio
  - Kokuritsu Gekijō 国立劇場 in Tokio (traditionell-japanische Künste)
  -  Neues Nationaltheater Tokio (westliche Künste)
  - Kokuritsu Bunraku Gekijō in Osaka (Bunraku)
  - Kokuritsu Gekijō Okinawa in Urasoe (traditionelle Ryūkyū-Künste)
  - Kokuritsu Nōgakudō für Nō in Tokio

### K
- Kambodscha: Preah Suramarit National Theatre in Phnom Penh

- Kanada: National Arts Centre (NAC) in Ottawa

- Kenia: Kenya National Theatre, Nairobi

- Kolumbien: Teatro de Cristóbal Colón in Bogotá

- Kroatien:
  - Kroatisches Nationaltheater (kroat. Hrvatsko narodno kazalište) in folgenden Städten:
  - Osijek, Kroatisches Nationaltheater in Osijek
  - Rijeka, Kroatisches Nationaltheater in Rijeka
  - Split, Kroatisches Nationaltheater in Split
  - Varaždin, Kroatisches Nationaltheater in Varaždin
  - Zagreb, Kroatisches Nationaltheater in Zagreb
  - Mostar, Kroatisches Nationaltheater in Mostar
  - Subotica, Kroatisches Nationaltheater in Subotica

- Kuba: Teatro Nacional de Cuba in Havanna

### L
- Lettland: Lettisches Nationaltheater in Riga

- Litauen: Litauisches Nationaldramatheater in Vilnius

- Liechtenstein: Theater am Kirchplatz in Schaan

- Luxemburg: Théâtre National du Luxembourg in Luxemburg

### M
- Malaysia: Nationaltheater in Kuala Lumpur

- Mali: Palais de la Culture Amadou Hampaté Ba

- Malta: Teatru Manoel in Valletta

- Mexiko: Gran Teatro Nacional, Mexiko-Stadt

- Moldawien:
  - Nationaltheater in Bălți
  - Nationaltheater in Chișinău

- Montenegro: Montenegrin National Theatre, Podgorica

- Myanmar: National Theatre of Yangon, National Theatre of Mandalay

### N
- Namibia: Nationaltheater von Namibia, Windhoek

- Nicaragua: Teatro Nacional Rubén Darío in Managua

- Nigeria: National Arts Theatre in Lagos

- Norwegen: Nationaltheatret in Oslo

### O
- Österreich: Burgtheater in Wien, vormals Deutsches Nationaltheater nächst der Burg[2]

### P
- Palästina: Palästinensisches Nationaltheater (El-Hakawati Theatre) in Ostjerusalem

- Panama: Teatro Nacional in Panama-Stadt

- Papua-Neuguinea: National Theatre Company

- Peru: Gran Teatro Nacional del Perú in Lima

- Philippinen: Tanghalang Pambansa (National Theater) (im Cultural Center of the Philippines Complex) in Manila

- Polen: Teatr Wielki – Opera Narodowa in Warschau
  - vgl. Nationaltheater Warschau (Teatr Narodowy)

- Portugal:
  - Teatro Nacional D. Maria II in Lissabon
  - Teatro Nacional de São Carlos in Lissabon
  - Teatro Nacional Sao João in Porto

### R
- Rumänien (Teatrul Național):
  - Nationaltheater Bukarest in Bukarest
  - Cluj-Napoca
  - Dej
  - Drobeta Turnu Severin
  - Iași
  - Târgu Mureș
  - Timișoara

- Russland:
  - Bolschoi-Theater in Moskau (siehe auch Bolschoi-Theater (Sankt Petersburg))

### S
- Schweden: Kungliga Dramatiska Teatern in Stockholm

- Serbien
  - Nationaltheater in Belgrad
  - Serbisches Nationaltheater (Српско народно позориште) in Novi Sad

- Singapur: Nationaltheater (ehemalig)

- Slowakei: Slowakisches Nationaltheater in Bratislava

- Slowenien:
  - Slowenisches Nationaltheater Drama Ljubljana
  - Slowenisches Nationaltheater Maribor in Maribor
  - Slowenisches Nationaltheater Nova Gorica in Nova Gorica
  - Slowenisches Nationaltheater Oper und Ballett Ljubljana

- Somalia: Nationaltheater von Somalia in Mogadischu

- Spanien:
  - Kastilien: Teatro María Guerrero, Madrid
  - Katalonien Teatro Nacional de Cataluña in Barcelona

- Sri Lanka: Navarangahala in Colombo

- Südkorea: Koreanisches Nationaltheater in Seoul

- Syrien: Nationaltheater in Damaskus

### T
- Taiwan:
  - National Theater and Concert Hall, Taipei
  - National Taichung Theater, Taichung

- Thailand: Nationaltheater (Thailand) in Bangkok

- Tschechien:
  - Národní divadlo in Prag
  - Národní divadlo Brno (Nationaltheater Brünn) in Brno
  - Mährisch-Schlesisches Nationaltheater in Ostrava

- Tunesien: Tunesissches Nationaltheater in Tunis

- Türkei: Turkish State Theatres / s. a. State Opera and Ballet (Turkish: Devlet Opera ve Balesi)

### U
- Uganda: Nationales Kulturzentrum von Uganda in Kampala

- Ukraine: Nationales Iwan-Franko-Schauspielhaus, Kiew

- Ungarn:
  -  Nationaltheater in Budapest
  - Győr
  - Miskolc
  - Pécs
  - Szeged

### V
- Venezuela: Teatro Nacional de Venezuela in Caracas

- Vereinigte Arabische Emirate: Nationaltheater in Abu Dhabi

- Vereinigtes Königreich:
  - Royal National Theatre oder The National Theatre an London’s South Bank
  - Schottland: National Theatre of Scotland
  - Wales: National Theatre Wales, Theatr Genedlaethol Cymru (walisische Sprache)

- Vereinigte Staaten:
  - Washington National Opera
  - National Theatre of the Deaf in Connecticut